# G. D. Searle & Company
La G.D. Searle & Company, o più semplicemente Searle, era una società farmaceutica statunitense, fondata nel 1888 a Omaha e acquisita nel 1985 dalla Monsanto. È la società che deteneva il brevetto dell'Aspartame. È ora parte di Pfizer.